# Ben Crenshaw
Ben Crenshaw, född 11 januari 1952 i Austin, Texas, är en amerikansk golfspelare. Han utbildade sig på University of Texas och vann tre raka universitetsmästerskap innan han blev professionell 1973.
Crenshaw vann sin första tävling under sin första säsong på PGA-touren och han blev Rookie of the year 1974. 1984 vann han The Masters, en av golfens fyra majortävlingar. I mitten av 1980-talet drabbades han av en sköldkörtelsjukdom men han fortsatte att vinna och avslutade sin karriär på PGA-touren med 19 segrar inklusive sin andra Mastersseger 1995. På penningligan blev han som bäst tvåa.
Crenshaw vann många andra proffstävlingar även utanför PGA-touren, både individuella tävlingar och i lag i World Cup of Golf 1988. Han har spelat Ryder Cup tre gånger (1981, 1983 och 1987).
Crenshaw är nu bland annat verksam som banarkitekt.

## Meriter

### Majorsegrar
- 1984 The Masters Tournament
- 1995 The Masters Tournament

### PGA-segrar
- 1973  San Antonio Texas Open
- 1976 Bing Crosby National Pro-Am, Hawaiian Open, Ohio Kings Island Open
- 1977  Colonial National Invitation
- 1979 Phoenix Open,  Walt Disney World National Team Championship
- 1980 Anheuser-Busch Golf Classic
- 1983 Byron Nelson Golf Classic
- 1986 Buick Open,  Vantage Championship
- 1987 USF&G Classic
- 1988 Doral-Ryder Open
- 1990 Southwestern Bell Colonial
- 1992 Centel Western Open
- 1993 Nestle Invitational
- 1994 Freeport-McMoRan Classic